# Bicaz
Bicaz – miasto w północno-wschodniej Rumunii, w okręgu Neamț (Mołdawia), położone we wschodnich Karpatach, niedaleko sztucznego jeziora Bicaz. Liczy 8643 mieszkańców (dane na rok 2002). Aż do 1918 było miastem granicznym. W mieście znajduje się cementownia wybudowana w 1950 oraz tartak. Merem miasta jest Constantin Catrinoiu.